# Géoingénierie solaire

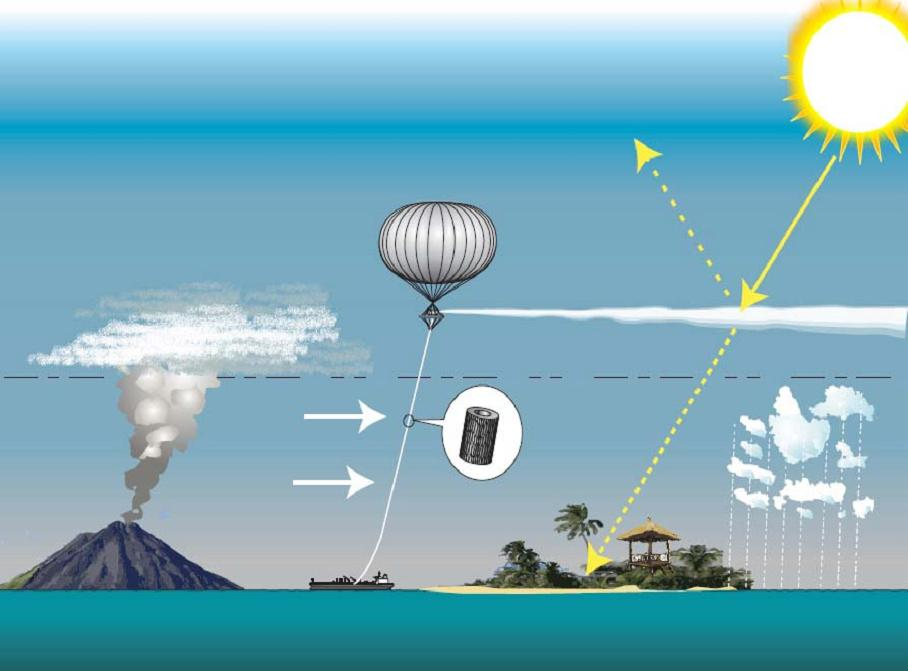
Proposition de gestion des radiations solaires par diffusion de sulfate sous forme d'aérosol dans la stratosphère.

La géoingénierie solaire ou gestion du rayonnement solaire  (en anglais : Solar Radiation Management, SRM),  est un type de géoingénierie, très hypothétique et contestée, visant à limiter le réchauffement climatique en réfléchissant une partie du rayonnement solaire dans l’espace.
Contrairement à l’élimination du dioxyde de carbone (CDR), elle ne réduit pas les concentrations de gaz à effet de serre, mais agit sur l’insolation terrestre pour compenser temporairement leurs effets.  Il s'agit de complémenter les approches qui visent à limiter les dégâts du réchauffement climatique (réduction des émissions, capture et stockage du carbone atmosphérique, et adaptation). 

## Principes

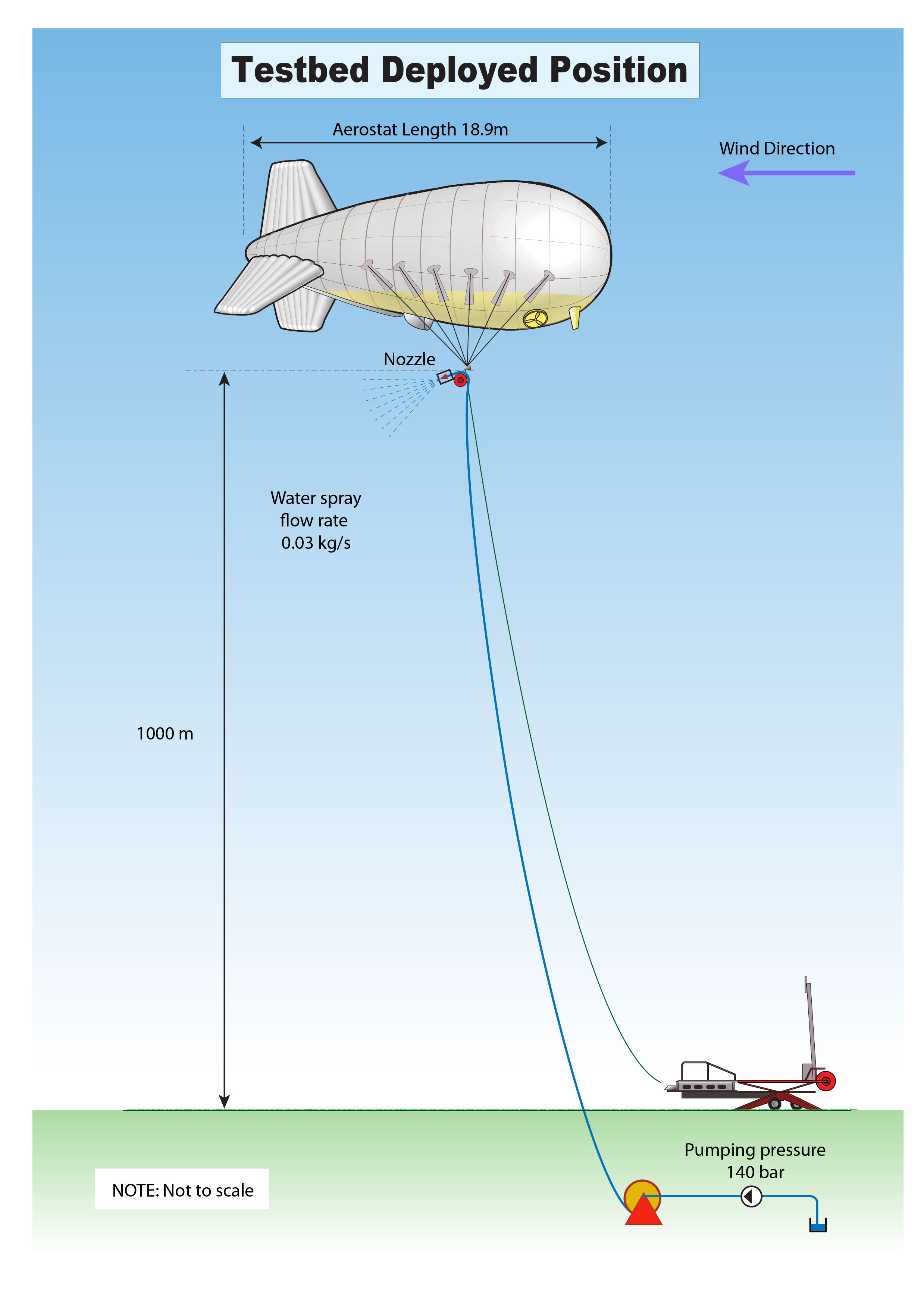
Injection de particules stratosphériques par dirigeable.

La géo-ingénierie solaire cherche à augmenter l’albédo terrestre ou à bloquer une fraction du rayonnement solaire avant qu’il n’atteigne la surface.  
La méthode la plus discutée est l'injection d'aérosols stratosphériques consistant à diffuser dans la stratosphère des particules réfléchissantes (comme le dioxyde de soufre) qui refléterait les rayons du soleil directement vers l’espace. Cela est supposé permettre d'imiter l’effet refroidissant des éruptions volcaniques.
Une autre technique envisagée est l'éclaircissement des nuages marins consistant à pulvériser du sel marin dans les nuages bas pour les rendre plus réfléchissants.
On peut aussi évoquer les parasols spatiaux visant à déployer des structures en orbite, souvent au point de Lagrange L1, pour dévier le rayonnement.

## Les modèles climatiques
Cette section ne s'appuie pas, ou pas assez, sur des sources secondaires ou tertiaires indépendantes du sujet. Le texte peut contenir des analyses inexactes ou inédites de sources primaires.
Pour l'améliorer, ajoutez-en, ou placez des modèles {{Source secondaire souhaitée}} ou {{Source secondaire nécessaire}} sur les passages mal sourcés. (août 2021)
Les modèles climatiques montrent que la géoingénierie solaire peut réduire les températures moyennes mondiales à des niveaux préindustriels. Cependant, la géoingénierie solaire aurait de nombreux autres effets sur le climat : compenser toute l'augmentation de température réduirait la quantité de pluie. Mais compenser la moitié du réchauffement dû aux gaz à effet de serre réduirait les impacts (y compris la précipitation) partout sur Terre.

## Historique
Le concept émerge dès 1923 avec Hermann Oberth, qui propose des miroirs spatiaux pour moduler l’ensoleillement terrestre. Il développe cette idée dans plusieurs ouvrages entre 1929 et 1978,,. En 1989, J.T. Early suggère un disque occultant spatial pour atténuer l’effet de serre.
En 1997, Edward Teller, Lowell Wood et Roderick Hyde proposent un réseau de diffraction de 3 000 tonnes au point L1, une idée révisée en 2002 en faveur d’interventions stratosphériques. En 2006, Roger Angel introduit un parasol spatial composé de trillions de petits disques au point L1. Plus récemment, le MIT Senseable City Lab explore des "bulles spatiales" gonflables en 2022.
En décembre 2022, le magazine MIT Technology Review révèle qu'en avril, l’Américain Luke Iseman, fondateur et PDG de l’entreprise Make Sunsets, a envoyé vers le ciel du Mexique des ballons contenant du dioxyde de soufre, dans ce qui serait la première expérience grandeur nature, dans la stratosphère, de géo-ingénierie solaire. L'essai, réalisé sans supervision scientifique ni autorisation, suscite indignation et inquiétudes dans la communauté scientifique.

## Limites et risques
Très controversée, cette approche soulève des débats scientifiques, éthiques et géopolitiques en raison de ses incertitudes et de ses impacts potentiels.
Il reste d'énormes incertitudes sur les impacts des diverses techniques de géoingénierie solaire. 
La gestion du rayonnement solaire pourrait servir de réponse temporaire tandis que les niveaux de gaz à effet de serre dans l'atmosphère sont réduits grâce à la réduction des émissions de gaz à effet de serre et l'élimination du dioxyde de carbone. La géoingénierie solaire ne réduirait pas directement les concentrations de gaz à effet de serre dans l'atmosphère terrestre, et ne résoudrait donc pas les problèmes tels que l'acidification des océans causé par un excès de dioxyde de carbone (CO2).
Un arrêt brusque des interventions pourrait provoquer un "choc thermique" avec une hausse rapide des températures. En cas d'arrêt de diffusion des aérosols la terre serait exposée à un risque de choc d'interruption,, qui correspond à une augmentation rapide de la température.
Par ailleurs les effets de bord de cette méthode sur le climat manquent d'études.

## Débats et enjeux
La géo-ingénierie solaire est vue comme une solution d’urgence face à l’échec potentiel des réductions d’émissions. Cependant, ses coûts (estimés à des trillions de dollars) et ses risques (perturbation des moussons, dommages à la couche d’ozone) alimentent les critiques. En 2022, des expériences non encadrées, comme celles de Make Sunsets au Mexique, ont ravivé les appels à une gouvernance internationale.
L'académie des sciences américaine a recommandé en 2021 aux États-Unis de poursuivre un programme de recherche solide sur la géo-ingénierie solaire. Mais en janvier 2022, 390 personnalités (dont le climatologues français Jean Jouzel) demandent dans une lettre ouverte qu'un accord international interdisent la géo-ingénierie solaire, y compris de la recherche, rappelant que la priorité est de faire respecter l’accord de Paris sur le climat,.

## Culture populaire
La géoingénierie solaire est le cœur de l'intrigue du roman Veil d’Eliot Peper. Elle a aussi une place importante dans The Ministry for the Future de Kim Stanley Robinson. Le roman de l’économiste Christian De Perthuis Ils voulaient refroidir la Terre traite aussi de ce sujet. Le quatrième épisode de la série Extrapolations est tout entier consacré à la géoingénierie solaire et en explore certaines modalités. 